# 자유지상주의적 마르크스주의
자유지상주의적 마르크스주의(自由至上主義的마르크스主義, Libertarian Marxism)는 반권위주의 마르크스주의를 말한다. 이들은 마르크스-레닌주의, 레닌주의와 이의 파생물인 트로츠키주의, 스탈린주의, 마오쩌둥 사상 등의 권위주의적 방법론을 지지하는 이론이 반혁명적이라고 생각해 반대한다. 볼셰비즘을 비판함과 함께 사회민주주의 역시  부르주아지의 패권에 타협한 사회개량주의로 간주하고 부정한다. 아나키즘과 함께 자유지상주의적 마르크스주의는 자유지상주의적 사회주의의 주요한 흐름 중의 하나이다.
자유지상주의적 마르크스주의를 표방하는 사상에는 룩셈부르크주의, 좌파공산주의, 평의회주의, 자율주의, 상황주의(Situationism) 또는 일부 아나르코공산주의자들이 있다. 아나키즘은 마르크스 등장 이전에도 존재했으나, 일부 아나르코공산주의자들은 마르크스주의를 수용했다. 이들의 공통점은 마르크스주의를 아나키즘적 또는,  자유지상주의적 사회주의적으로 해석하였다.